# Стилвотер (Пенсилванија)
Стилвотер (енгл. Stillwater) град је у америчкој савезној држави Пенсилванија.

## Демографија
По попису из 2010. године број становника је 209, што је 15 (7,7%) становника више него 2000. године.
| Група             | 2000.        | 2010.       |
| Белци             | 194 (100,0%) | 204 (97,6%) |
| Афроамериканци    | 0 (0,0%)     | 3 (1,4%)    |
| Азијати           | 0 (0,0%)     | 0 (0,0%)    |
| Хиспаноамериканци | 0 (0,0%)     | 2 (1,0%)    |
| Укупно            | 194          | 209         |